# Ingrid Swede
Ingrid Swede, (født 21 september 1969 som Camilla Anette Ursula Svensson, i Hässleholm, Skåne) er en svensk pornoskuespiller og pornofilmproducent.
Ingrid Swede er pornoskuepiller med eget produktionsselskab. I 2004 medvirkede hun i musikvideoen "Slave for the night" med Rainer Holmgren som instruktør.

## Filmografi
- 100% Swede
- Ingrids lustjakt
- Ingrids sexnoveller
- Gina Wild – Jetzt wird es schmutzig 4 – Durchgefickt (1999)
- Hotell Hunger (1999)
- Kalabalik i porrbutiken
- Lolitans sommarlov (2001)
- Lustgården (2000)
- Solo
- Svenska nybörjare 7
- Svenska nybörjare 8
- Svenska hjärtan (2000)
- Tanya Hydes London Calling (2000)
- Vad kvinnor vill ha